# Rozpraszanie wsteczne
Rozpraszanie wsteczne (ang. backscattering) – rozpraszanie, w wyniku którego odbite cząstki lub promieniowanie biegną wstecz względem pierwotnego kierunku ruchu (kąt rozproszenia α > 90°). Przykładem  rozpraszania wstecznego jest rozproszenie cząstek α w eksperymencie Rutherforda.